# Marie-Luise Nikuta
Marie-Luise Nikuta (Keulen, 25 juli 1938 – aldaar, 25 februari 2020) was een Duitse zangeres van carnavalsschlagers in het Keuls dialect.

## Carrière
Marie-Luise Nikuta stond sinds haar 13e levensjaar op de Keulse carnavalspodia. Na een opleiding als verzekeringsvertegenwoordiger en de geboorte van haar dochter wijdde ze zich in 1968 geheel aan haar muzikale carrière als zangeres, componist en tekstdichter. Naast haar optredens in Keulen nam ze ook deel aan de Steubenparade in New York. Samen met de Rote Funken, waarmee ze tijdens de Rosenmontagszug meerijdt op de pronkwagen, bezocht ze in 1987 en 1991 het carnaval in Windhoek in Namibië. In 2014 besloot ze om zich terug te trekken van het podium en werd ze officieel uitgezwaaid op 11 november 2014 op de Heumarkt in Keulen. Ze hield zich echter nog steeds bezig met componeren en tekstdichten.

## Overlijden
Marie-Luise Nikuta overleed in februari 2020 op 81-jarige leeftijd.

## Onderscheidingen
Nikuta kreeg als enige vrouw de Willi Ostermann-medaille voor haar muzikale creaties. Ze is erelid bij de vereniging van Keulse carnavalisten en werd door veel carnavalsverenigingen benoemd tot ere-senator. Voor haar jarenlange inzet voor de carnaval kreeg ze tijdens haar afscheid de Großen Verdienstorden mit Brillanten, een van de hoogste onderscheidingen van het Keulse carnaval.
- 1972: Goldene Herz van de stad Siegburg
- 1973: Goldene Ostermann-medaille van de stad Keulen
- 1975: Orden zur Erhaltung des rheinischen Frohsinns van de stad Zülpich
- 1980: Schmitz-Orden van de Kölnischen Rundschau, Keulen
- 1981: Goldene Burg Wissen van de stad Troisdorf
- 1982: Goldene Spinnrad van de stad Mönchengladbach
- 1988: Goldene Krone van de stad Hürth
- 1988: Sonderstufenorden Rheinland met Häzz, Türnich
- 1992: Gouden orde van Verdienste, bond van de Duitse Carnaval
- 1992: Gouden orde van Verdienste, feestcomite Keulen
- 1995: Orde van Verdienste, Rote Funken, Keulen
- 1998: De Goldene Mütze van carnavalsvereniging Oud-Keulen

- Meervoudige winnares van de carnavalistische Hitparade van RTL
- Meervoudige winnares van de carnavalistische Hitparade van de WDR
- Meervoudige winnares van de Närrischen Oscar van de krant Express
- Talrijke onderscheidingen van de Keulse traditiegenootschappen voor het beste Keulse lied
- Ere-Köbes van de carnavalsvereniging Sölzer Köbesse

## Carnavalsschlagers
- 1966/1967: Kölschiger
- 1968/1969: Köln serviert kölsche Spezialitäten à la carte – Kölsch, Kölsch, Kölsch
- 1970/1971: Rosen, Tulpen und Narzissen, das Leben könnte so schön sein – Ruse, Tulpe, Nelke
- 1972/1973: Fastelovend wie hä es un wie hä wor, zick 150 Johr – Karneval in Colonia
- 1975/1976: Sang und Klang mit Willi Ostermann- Wenn die Engelcher ens Fastelovend fiere…
- 1977/1978: Flohmarkt Colonia - E paar Grosche för Ies (Ein paar Groschen für Eis)
- 1978 Strassenbahn Song (Weisste Wat Mr Fahre Met Dr Strossebahn Noh Hus) – Do Kannste Nix Dran Maache
- 1981/1982: Karneval der Schlagzeilen – Närrische Nachrichten aus Presse, Funk und Fernsehen – Kölle Alaaf – dat klingk su wunderschön
- 1982/1983: Es war einmal – Kölner Karneval wie ein Märchen – Et schönste Märchen
- 1983/1984: Hits us Kölle
- 1984/1985: Ene Besuch em Zoo – Met jroße un met kleine Diere – Loß mer levve…
- 1986/1987: Janz Kölle dräump un jede Jeck dräump es anders – Einmol em Johr
- 1987/1988: Kölle Alaaf - Colonia feiert Feste - Colonia feiert Feste
- 1988/1989: Wir machen Musik – Met vill Harmonie
- 1989/1990: Hereinspaziert, hereinspaziert – Zur größten Schau der Welt - Hereinspaziert
- 1990/1991: Kinema Colonia - Kinema Colonia
- 1991/1992: Et kütt wie et kütt - Et kütt wie et kütt
- 1992/1993: Sinfonie en Doll - Sinfonie en Doll
- 1993/1994: Hokuspokus - Kölsche Zauberei - Hokus, Pokus, Kölsche Zauberei
- 1994/1995: Colonia ruft die Narren aller Länder – Kommt nach Colonia…
- 1995/1996: Typisch Kölsch - Typisch Kölsch
- 1996/1997: Nix bliev wie et es - aber wir werden das Kind schon schaukeln - Nix bliev wie et es
- 1997/1998: Fastelovend und Dom im Jubiläumsfieber - Fastelovend un d'r Dom
- 1998/1999: 999 Jahre – Das waren Zeiten – Das waren Zeiten
- 1999/2000: Kölle loss jonn – ins neue Jahrtausend- Kölle loss jonn
- 2000/2001: Köln kann sich mit allen Messen
- 2001/2002: Janz Kölle es e Poppespill
- 2003/2004: Klaaf un Tratsch op kölsche Art
- 2003: Liebe Deine Nächsten (Mottolied CSD)
- 2005/2006: E Fastelovendfoßballspill
- 2006/2007: Mir all sin Kölle
- 2007/2008: Jeschenke för Kölle – uns Kulturkamelle - Uns Kulturkamelle (Jeschenke für Kölle)
- 2008/2009: Unser Fastelovend – himmlisch Jeck - Wenn de Engelcher ens Fastelovend fiere
- 2009/2010: In Kölle gebützt
- 2010/2011: Köln hat was zu beaten
- 2011/2012: Jedem Jeck sing Pappnas
- 2012/2013: Fastelovend em Bloot, he un am Zuckerhot
- 2013/2014: Zokunf - mer spingkse wat kütt
- 2014/2015: Social jeck - kunterbunt vernetzt
- 2015/2016: Mer stelle alles op d'r Kopp

- 2019/2020: Et Hätz schleiht em Veedel

- Gemeinsame Normdatei: 134473698
- MusicBrainz: 89e5c5a1-54d5-4d9b-a9aa-0cc715836627
- Virtual International Authority File: 316389742
- WorldCat: E39PBJrcq9MTqKVjxtYMMK9v73